# Claude Antoine Thévenin
Pour les articles homonymes, voir Thévenin.
Claude Antoine Thévenin est un homme politique français né le 5 novembre 1786 à Montaigut (Puy-de-Dôme) et mort le 26 janvier 1869 à Ussel-d'Allier.

## Biographie
Fils d'Antoine Thévenin, député, il est avocat à Riom et député du Puy-de-Dôme de 1831 à 1837, siégeant dans la majorité soutenant la Monarchie de Juillet.
Il épouse Joséphine Lecamus-Desfontenais en 1817.

## Sources
- « Claude Antoine Thévenin », dans Adolphe Robert et Gaston Cougny, Dictionnaire des parlementaires français, Edgar Bourloton, 1889-1891 [détail de l’édition]